# Землетрясение в Хокс-Бей (1931)

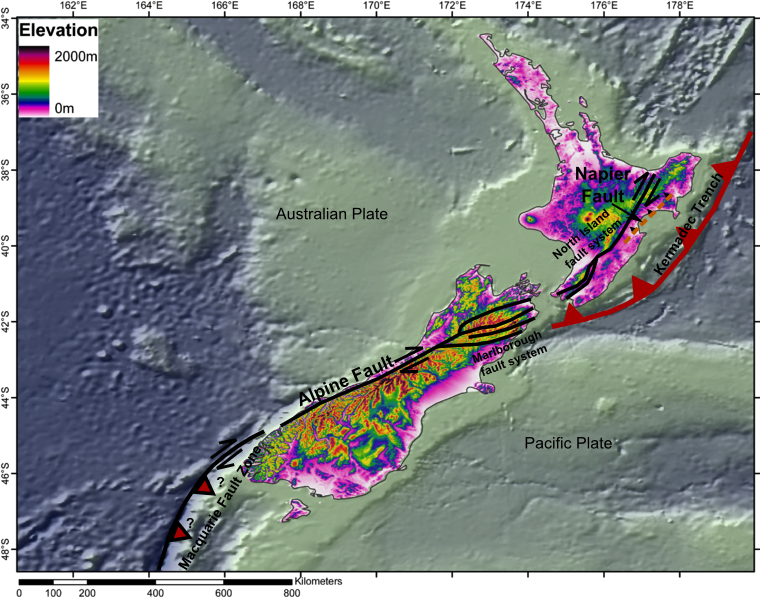
Тектоническая карта Новой Зеландии с отмеченным разломом Нейпир

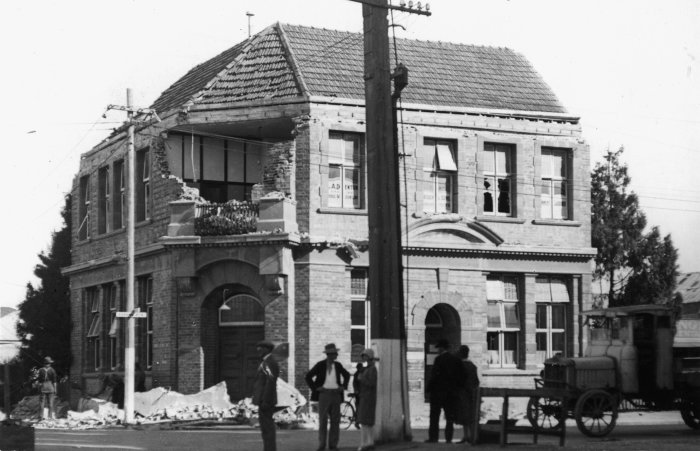
Повреждённое здание издательства Hawkes Bay Tribune

Землетрясе́ние в Хо́кс-Бе́й, также известное как землетрясение в Нейпире, произошло на Северном острове Новой Зеландии 3 февраля 1931 года в 10:47 утра по местному времени. В результате землетрясения погибло 256 человек, а региону Хокс-Бей был нанесён значительный материальный ущерб. На конец 2012 года это землетрясение оставалось самым смертоносным стихийным бедствием в Новой Зеландии. Эпицентр землетрясения находился в 15 км к северу от Нейпира, а гипоцентр располагался на глубине около 20 километров. Землетрясение мощностью 7,8 магнитуд продолжалось около двух с половиной минут. На протяжении последующих двух недель было зарегистрировано 525 афтершоков. Основной удар стихии был ощутим и на южной половине Северного острова.

## Геологические условия
Новая Зеландия расположена на конвергентной границе Австралийской и Тихоокеанской литосферных плит. На Южном острове большинство тектонических сдвигов между этими плитами проходит вдоль правостороннего сдвигового Альпийского разлома. На Северном острове тектонические сдвиги в основном проходят вдоль зоны субдукции Хикуранги, а остальные смещения передаются по системе правосторонних сдвиговых разломов Северного острова (NIFS).
Землетрясение, как полагают, произошло в одном из крупных надвигов в аккреционном клине, на глубине около 20—25 км (средняя глубина погружения субдуцированной Тихоокеанской плиты в этом месте).

## Последствия землетрясения
Практически все здания в Нейпире и Хейстингсе были разрушены до основания (в одной из публикаций Auckland Star было отмечено, что «Нейпир как город был стёрт с лица земли»). В Нейпире погиб 161 человек, 93 в Хейстингсе и 2 в Уаироа. Тысячи людей были ранены, более 400 госпитализированы.
В результате землетрясения сильно изменился рельеф местности. В прибрежных районах Нейпира грунт поднялся на высоту около двух метров. Наиболее заметным стало поднятие и осушение около 40 км² морского дна, в том числе 2230 гектаров лагуны Ахурири, поднявшейся более чем на 2,7 метра. По состоянию на конец 2012 года на этом месте располагались Аэропорт Нейпир, жилые и офисные здания, сельхозугодья.
В течение нескольких минут пожар охватил аптеки на Хейстингс-стрит в Нейпире. Пожарная бригада практически взяла распространение огня под контроль, но в это время вспыхнул магазин позади Масонского отеля. Отель был быстро охвачен пламенем. Ветер в этот момент также усилился и начал дуть с востока, распространяя пожары по городу. Однако, даже при неработающем водопроводе пожарной бригаде удалось сохранить многие здания. Подавая воду насосами с площади Клайв-сквер, пожарные смогли остановить распространение пожаров на юг. Сохранилось лишь несколько зданий в центре Нейпира. Некоторые здания выдержали землетрясение, но были уничтожены огнём. Некоторые люди, оставшиеся под завалами, погибли в огне, так как люди на поверхности были не в состоянии освободить их вовремя. В среду утром основные пожары были потушены, но руины всё ещё тлели в течение нескольких дней.
В Хейстингсе распространение огня было быстро взято под контроль.
Количество жертв могло быть гораздо большим, если бы в порту не стоял британский корабль HMS Veronica. В первые минуты после землетрясения с судна были отправлены радиосообщения о помощи. Моряки стали помогать выжившим в борьбе с огнём, спасать погребённых под завалами и оказывать медицинскую помощь. Радиостанция судна использовалась для передачи новостей о катастрофе во внешний мир и для запросов о помощи. Позже к месту катастрофы подошли два грузовых судна, Northumberland и Taranaki, чьи команды также присоединились к спасательным работам. После полудня из Окленда к месту трагедии отправились два легких крейсера, HMS Diomede и HMS Dunedin с грузом еды, лекарств, палатками, одеялами и командой врачей и медсестёр. Эти суда прибыли в Нейпир 4 февраля и оказывали помощь до возвращения назад 11 февраля.
При обвале, случившемся во время землетрясения, под землёй оказались четыре человека из группы заключённых, работавших в районе Блафф-Хилл в Нейпире. Оставшиеся на поверхности заключённые спасли двоих из них. Заключённые не предпринимали никаких попыток к бегству, и были помещены под стражу в тюрьме Нейпира. В Тарадейле в феврале 1931 года было открыто новое здание миссии маристов, куда студенты переехали за день до землетрясения. На следующее утро двое священников и семь студентов погибли при обрушении каменной часовни. В Хавлок-Норт церковь св. Луки была повреждена (но не разрушена) непосредственно перед началом свадебной церемонии. Позже несколько пар женились в этот день, но за пределами церкви.
На протяжении четырёх дней после землетрясения в кинотеатрах Новой Зеландии показывались репортажи о землетрясении. Во время землетрясения были повреждены трамвайные пути в Нейпире, и после реконструкции города трамвайное сообщение больше не восстанавливалось.
Через 6 дней после землетрясения произошла первая в Новой Зеландии авиакатастрофа коммерческого рейса, когда моноплан Desoutter авиакомпании Dominion Airlines с бортовым номером ZK-ACA разбился под Уаироа. Небольшая авиакомпания выполняла по три рейса в день между Хейстингсом и Гисборном, осуществляя перевозки грузов и пассажиров. Три человека, находившиеся на борту, погибли.
В 1929 году издание Daily Telegraph в Нейпире отметило свой юбилей специальным выпуском, в котором Нейпир описывался как «Ницца Тихоокеанского региона». Во время землетрясения офисы Daily Telegraph в Нейпире и Hawke’s Bay Herald в Хейстингсе были разрушены.
В настоящее время следы землетрясения можно увидеть в тюрьме Нейпира.

## Восстановление после землетрясения
После землетрясения был произведён тщательный обзор строительных норм и правил Новой Зеландии, которые оказались совершенно недостаточными. Многие здания в 1930-х и 1940-х годах строились с большим запасом прочности, а позже были разработаны новые методы усиления зданий. На сегодняшний день в Хокс-Бей построено всего несколько зданий выше пяти этажей. Основные восстановительные работы в Нейпире проводились в 1930-е годы, когда в моде был стиль ар-деко, и архитектура Нейпира рассматривается сегодня как один из лучших комплексов сооружений ар-деко в мире. Здания в Хейстингсе также были восстановлены в стиле ар-деко и испанском миссионерском стиле.
По случаю десятой годовщины со дня землетрясения журнал New Zealand Listener сообщил, что Нейпир восстал из пепла как феникс. Журнал цитирует директора школы Нейпира для девочек: «Нейпир сегодня намного прекраснее, чем был раньше».